# Калниена
Ка́лниена (латыш. Kalniena) — населённый пункт в Гулбенском крае Латвии. Входит в состав Стамериенской волости. По данным на 2015 год, в населённом пункте проживало 169 человек. В 1,5 км к югу находится  станция Калниена узкоколейной железной дороги Гулбене — Алуксне.

## История
Населённый пункт находится на территории бывшего поместья Калнамуйжа (ныне памятник архитектуры).
В советское время населённый пункт входил в состав Стамериенского сельсовета Гулбенского района. В селе располагался колхоз «Калниена».